# José Manuel Hidalgo y Esnaurrízar
José Manuel Hidalgo y Esnaurrízar (né en 1826 à Mexico et mort le 27 décembre 1896 à Paris) est un ambassadeur mexicain royaliste et conservateur. Il est l'un des personnages clés de l'instigation de l'expédition française au Mexique (1861 à 1867) à la suite de son intercession auprès de l'impératrice Eugénie en faveur d'une intervention de la France.